# Eilica
Eilica es un género de arañas araneomorfas de la familia Gnaphosidae. Se encuentra en Sudamérica, Australia, sur de Asia y África austral. 

## Lista de especies
Según The World Spider Catalog 12.0:
- Eilica albopunctata (Hogg, 1896)
- Eilica amambay Platnick, 1985
- Eilica bedourie Platnick, 1985
- Eilica bicolor Banks, 1896
- Eilica bonda Müller, 1987
- Eilica chickeringi Platnick, 1975
- Eilica cincta (Simon, 1893)
- Eilica contacta Platnick, 1975
- Eilica daviesae Platnick, 1985
- Eilica fusca Platnick, 1975
- Eilica giga FitzPatrick, 1994
- Eilica kandarpae Nigam & Patel, 1996
- Eilica lotzi FitzPatrick, 2002
- Eilica maculipes (Vellard, 1925)
- Eilica marchantaria Brescovit & Höfer, 1993
- Eilica modesta Keyserling, 1891
- Eilica mullaroo Platnick, 1988
- Eilica myrmecophila (Simon, 1903)
- Eilica obscura (Keyserling, 1891)
- Eilica platnicki Tikader & Gajbe, 1977
- Eilica pomposa Medan, 2001
- Eilica rotunda Platnick, 1975
- Eilica rufithorax (Simon, 1893)
- Eilica serrata Platnick, 1975
- Eilica songadhensis Patel, 1988
- Eilica tikaderi Platnick, 1976
- Eilica trilineata (Mello-Leitão, 1941)
- Eilica uniformis (Schiapelli & Gerschman, 1942)